# Ukta

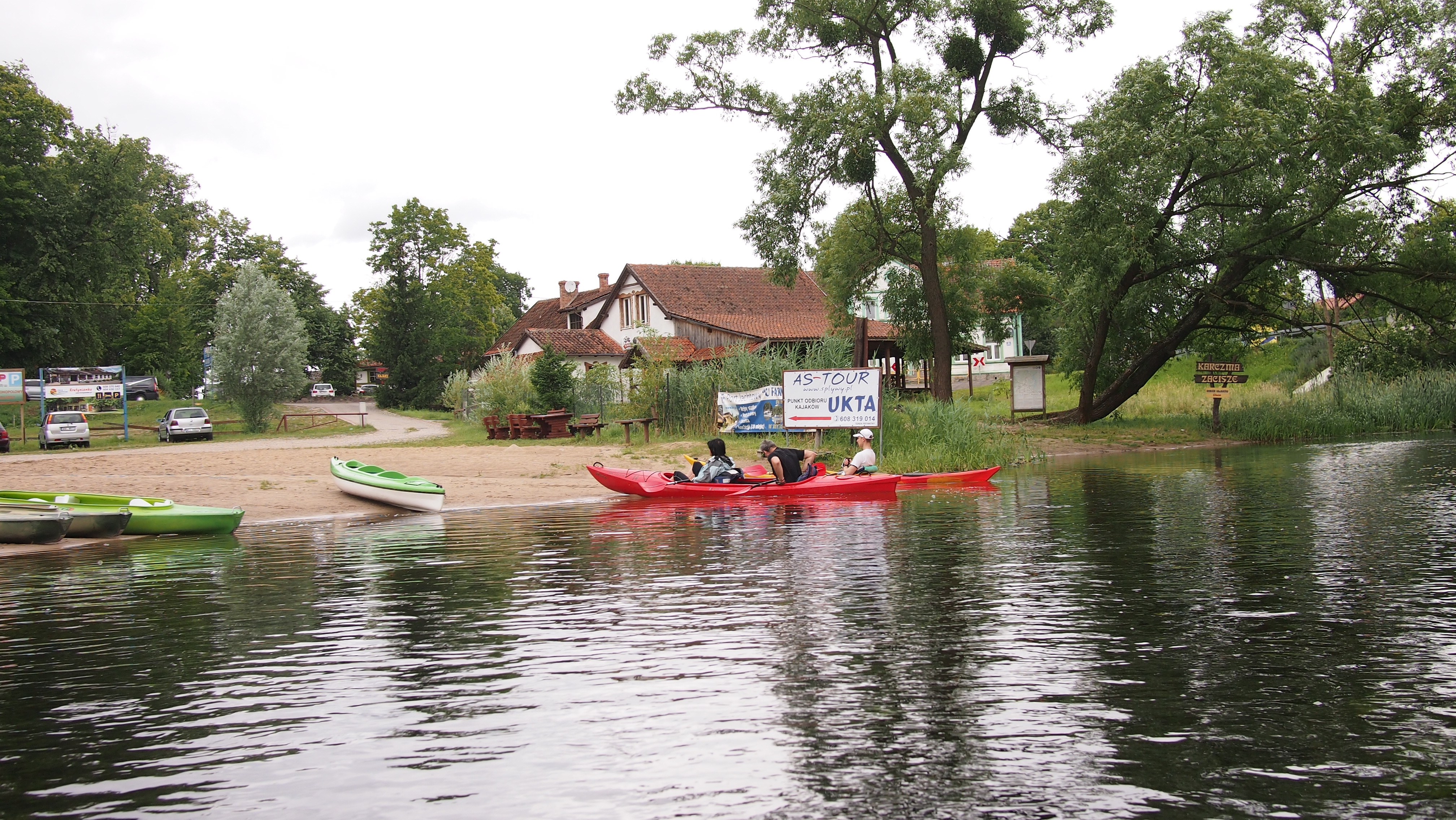
Am Krutynia-Fluss in Ukta

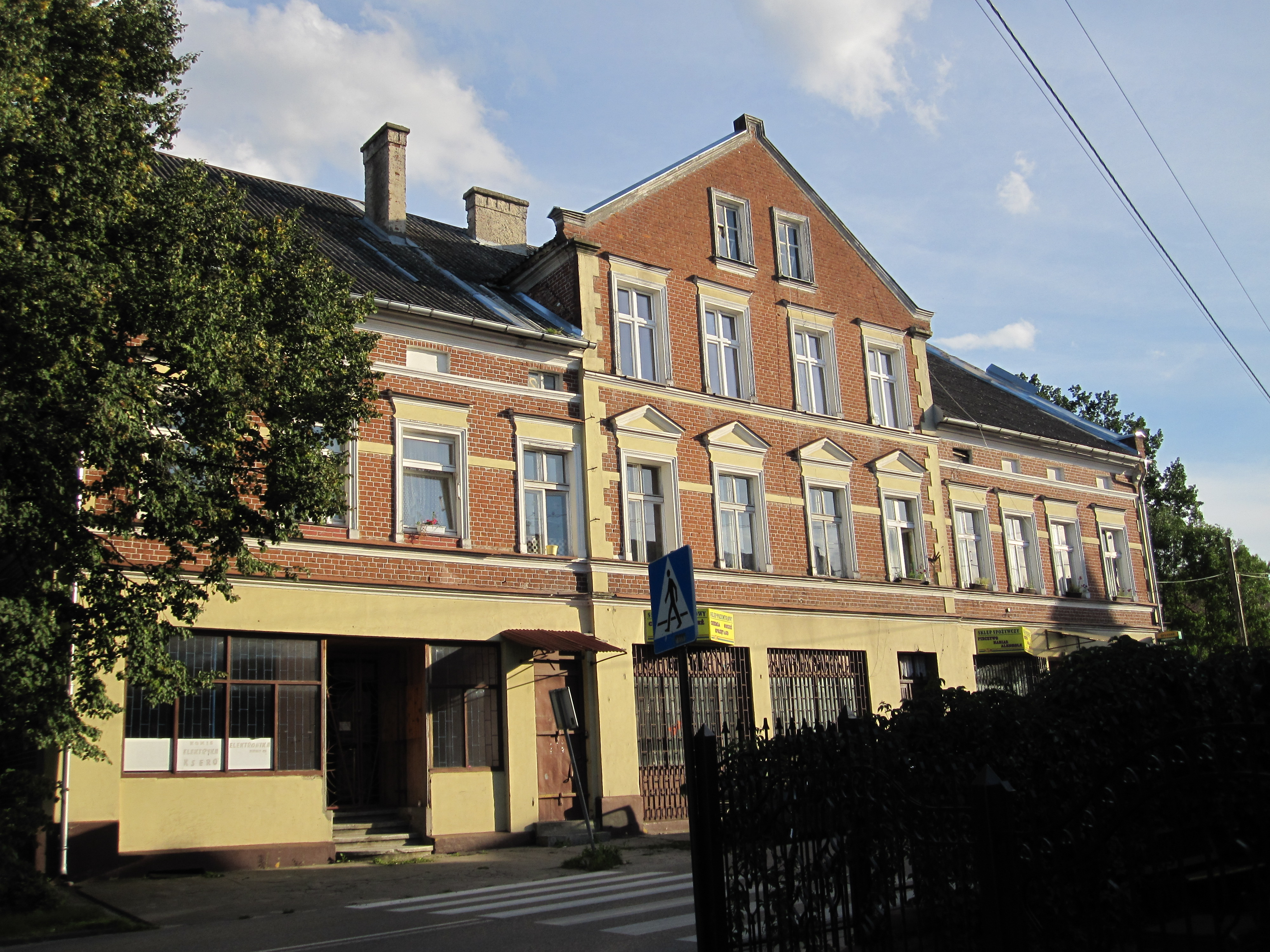
Bauwerk in Ukta

Ukta [ˈukta] (deutsch Alt Ukta) ist ein Dorf sowie Schulzenamt (polnisch Sołectwo) in der Stadt- und Landgemeinde Ruciane-Nida (Rudczanny/Niedersee-Nieden) im Powiat Piski (Kreis Johannisburg). Es liegt  in der Woiwodschaft Ermland-Masuren im Nordosten Polens.

## Geographische Lage
Alt Ukta liegt im masurischen Seengebiet auf dem Baltischen Landrücken. Charakteristisch für die Landschaft in dieser Gegend sind zahlreiche Seen, Sümpfe, Teiche sowie Nadel- und Mischwälder. Unweit südöstlich von Ukta beginnt die Johannisburger Heide. Westlich von Ukta liegt der Jezioro Mokre (Muckersee) und östlich der Jezioro Bełdany (Beldahnsee). Durch das Dorf fließt die Krutynia (Kruttinna).
Die Entfernung nach Nowa Ukta (Neu Ukta) beträgt 1,5 km, nach Ruciane-Nida 9 km, nach Pisz (Johannisburg) 24 km und nach Wojnowo (Eckertsdorf) 3 km.

## Geschichte
Ursprünglich war diese preußische Landschaft von den heidnischen Prußen (Galinden) bewohnt. Nach der Christianisierung durch den Deutschen Orden gehörte es dem Deutschordensstaat und nach 1525 zum Herzogtum Preußen. 1701 wurde diese Region ein Teil des Königreichs Preußen und später der Provinz Ostpreußen.
Um das Jahr 1754 wurde am Kruttinnafluss eine Glashütte begründet; in den Folgejahren entstand eine Arbeitersiedlung, die als Kruttingsche Glashütte genannt wurde. Diese Wohnsiedlung mit 34 Familien war im Jahr 1778 als Alt Ukta bekannt. Nach der Schließung der Glashütte entstand vor Ort eine Holzfällersiedlung.
Nach dem Wiener Kongress entstand zum 1. Februar 1818 der Kreis Sensburg im Regierungsbezirk Gumbinnen in der Provinz Preußen. Im April 1874 wurde der Amtsbezirk Nr. 10 Ukta mit der Landgemeinde Eckertsdorf (polnisch Wojnowo) und Ukta sowie dem Gutsbezirk Groß Schwignainen (polnisch Śwignajno Wielkie) gebildet.
Aufgrund der Bestimmungen des Versailler Vertrags stimmte die Bevölkerung im Abstimmungsgebiet Allenstein, zu dem Ukta gehörte, am 11. Juli 1920 über die weitere staatliche Zugehörigkeit zu Ostpreußen (und damit zu Deutschland) oder den Anschluss an Polen ab. In Ukta stimmten 840 Einwohner für den Verbleib bei Ostpreußen, auf Polen entfielen keine Stimmen.
Während der Ostpreußischen Operation wurde Ukta am 22. Januar 1945 von der Roten Armee eingenommen und der sowjetischen Kommandantur unterstellt. Nach Kriegsende kam Ukta zu Polen. Von 1946 bis 1954 bestand hier die Gmina Ukta. In den Jahren 1975–1998 lag Ukta in der Woiwodschaft Suwałki und seit 1999 gehört es der Woiwodschaft Ermland-Masuren an.

### Amtsbezirk Ukta (1874–1945)
Von 1874 bis 1945 bestand der Amtsbezirk Ukta, der zum Kreis Sensburg im Regierungsbezirk Gumbinnen (ab 1905: Regierungsbezirk Allenstein) der preußischen Provinz Ostpreußen. Bestand er ursprünglich aus drei Dörfern, so wuchs er in einem Jahr auf acht an:
| Name                      | Geänderter Name (1938 bis 1945) | Polnischer Name   | Bemerkungen                                                                        |
| ------------------------- | ------------------------------- | ----------------- | ---------------------------------------------------------------------------------- |
| Eckertsdorf               |                                 | Wojnowo           |                                                                                    |
| Groß Schwignainen         |                                 | Śwignajno Wielkie | 1928 nach Schönfeld-Schwignainen eingemeindet                                      |
| (Alt) Ukta                |                                 | Ukta              |                                                                                    |
| im Laufe des Jahres 1874: |                                 |                   |                                                                                    |
| Fedorwalde-Peterhain      |                                 | Osiniak-Piotrowo  |                                                                                    |
| Galkowen-Nikolaihorst     | Nickelshorst                    | Gałkowo           |                                                                                    |
| Schlößchen-Iwanowen       | (ab 1929:) Schlößchen           | Zameczek          |                                                                                    |
| im Laufe des Jahres 1875: |                                 |                   |                                                                                    |
| Schönfeld-Schwignainen    | (ab 1930:) Schönfeld            | Ładne Pole        |                                                                                    |
| Dietrichswalde            |                                 | Wólka             | bis 1875 zum Amtsbezirk Breitenheide (Szeroki Bór) im Kreis Johannisburg zugehörig |

Am 1. Januar 1945 gehörten zum Amtsbezirk Ukta die Orte Dietrichswalde, Eckertsdorf, Fedorwalde-Peterhain, Nickelshorst, Schlößchen, Schönfeld und Ukta.

### Einwohnerentwicklung
| Jahr | Anzahl | Anmerkungen |
| ---- | ------ | ----------- |
| 1818 | 0299   |             |
| 1828 | 0494   |             |
| 1839 | 0578   |             |
| 1867 | 0593   |             |
| 1885 | 0810   |             |
| 1910 | 1184   | [ 4 ]       |
| 1933 | 1280   | [ 5 ]       |
| 1938 | 1274   |             |
| 1939 | 1275   | [ 5 ]       |
| 2011 | 0623   | [ 1 ]       |

## Kirche

### Kirchengebäude

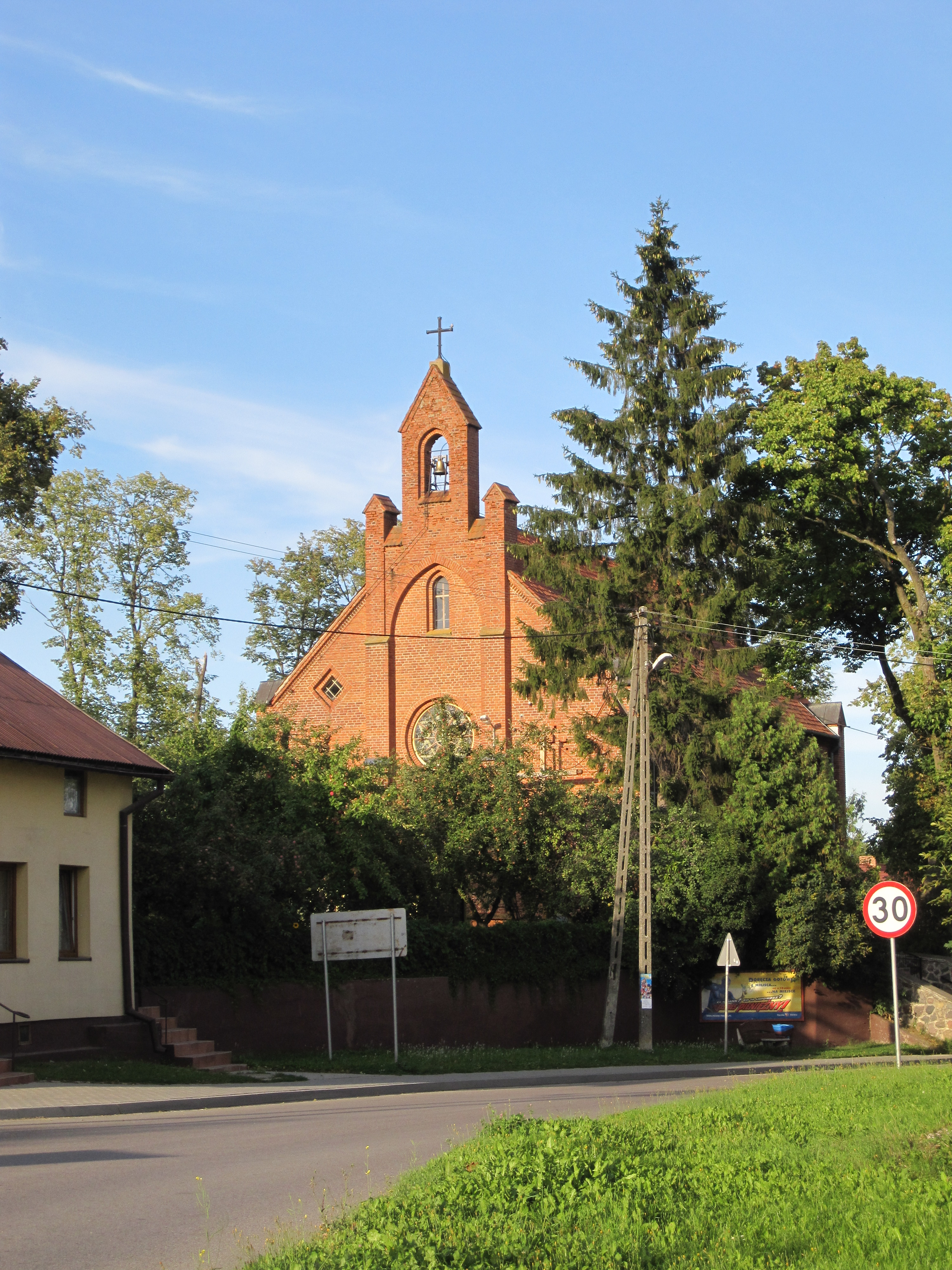
Die heute katholische Kreuzerhöhungskirche in Ukta

Seit 1846 steht in Ukta die kleine neogotische Backsteinkirche, die bis 1945 evangelische Pfarrkirche und heute zentrales Gotteshaus der römisch-katholischen Pfarrgemeinde ist. Den Altar ziert ein Bild der „Beweinung Christi“, das vom italienischen Maler Girolamo Muziano stammt. Die Orgel ist ein Werk des Orgelbaumeisters Wilhelm Sauer in Frankfurt (Oder). Die Wandmalereien, die in der Zeit nach 1945 überstrichen wurden, konnten in den 2010er Jahren wieder freigelegt und von der Kunstkonservatorin Magdalene Schneider aufgearbeitet werden. Die Kirche trägt den Namen „Kościół Podwyźszenia Krzyźa Świętego“ (= Kreuzerhöhungskirche).
Den Namen St.-Petri-Kirche dagegen trägt jetzt die alte Dorfkapelle, die von der evangelischen Kirchengemeinde Mikołajki (Nikolaiken) als Filialkirche genutzt wird. Angeschlossen ist das „Diakoniezentrum Arka“, das als Seniorenpflegeheim und auch als Rehabilitationszentrum betrieben wird und hauptsächlich für vertriebene Ostpreußen vorgesehen ist, die hier in ihrer Heimat den Lebensabend verbringen wollen.

### Kirchengemeinde

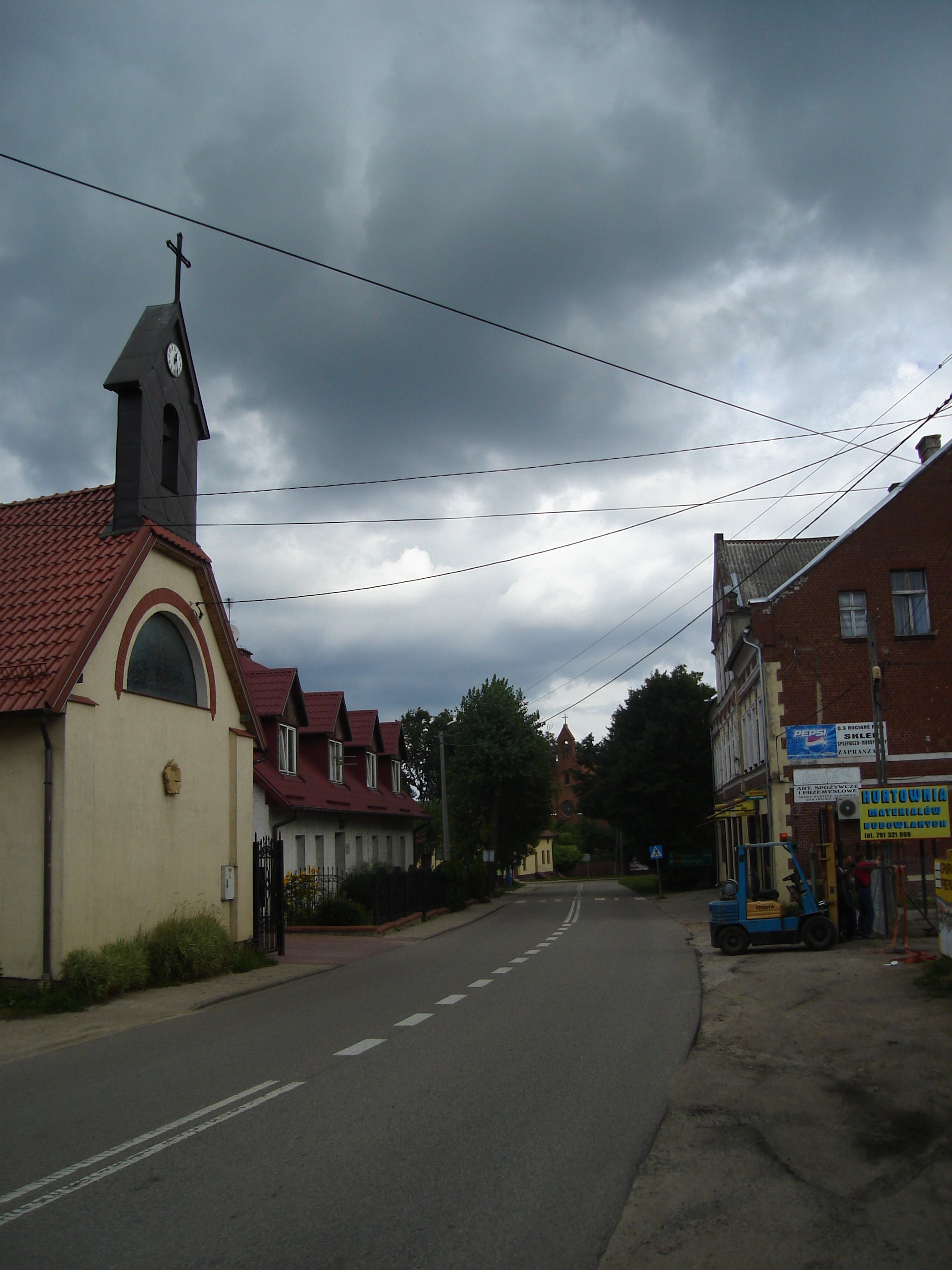
Die evangelische St.-Petri-Kirche (frühere Dorfkapelle) in Ukta

#### Evangelisch
Im Jahr 1846 wurde in Alt Ukta eine evangelische Kirche gegründet. Sie wuchs zahlenmäßig stark an, so dass 1920 eine eigene Kirchengemeinde im Nachbarort Rudczanny (1938 bis 1945 Niedersee, polnisch Ruciane, heute in Ruciane-Nida aufgegangen) errichtet wurde, die jedoch mit Ukta pfarramtlich verbunden blieb. Alt Ukta / Rudczanny gehörten bis 1945 zum Kirchenkreis Sensburg in der Kirchenprovinz Ostpreußen der Evangelischen Kirche der Altpreußischen Union. Aufgrund von Flucht und Vertreibung der einheimischen Bevölkerung brach das kirchliche Leben nach 1945 ein und erholte sich erst allmählich wieder. Die evangelische Kirche war bereits an die katholische Kirche übereignet worden. Die Dorfkapelle wurde dann Gotteshaus der evangelischen Gemeinde, deren Pfarramt in Mikołajki sich befindet und zur Diözese Masuren der Evangelisch-Augsburgischen Kirche in Polen gehört. Der deutsche evangelische Friedhof von einst ist noch vorhanden.

#### Katholisch
Vor 1945 lebten nur wenige Katholiken in Alt Ukta und Umgebung. Sie waren in die Pfarrei Sensburg im Bistum Ermland eingegliedert. Nach 1945 siedelten sich zahlreiche polnische Neubürger hier an, die meisten katholischer Konfession. Und so kam es bald zur Bildung einer katholischen Gemeinde, die am 5. April 1981 auch das bisher evangelische Gotteshaus besetzte und sich als Pfarrkirche zu Nutzen machte. Die Pfarrei Ukta gehört zum Dekanat Mikołajki im Bistum Ełk der Römisch-katholischen Kirche in Polen.

## Persönlichkeiten

### Söhne und Töchter des Ortes
- Eduard Jedamzik (* 17. Juni 1901 in Alt Ukta; † 9. Dezember 1966), deutscher Jurist und SS-Sturmbannführer, Gestapochef und Führer des Einsatzkommandos 10b in der UdSSR
- Gustav Wischnövski (* 29. März 1872 in Alt Ukta; † 15. Oktober 1938), deutscher Politiker (DNVP)

### Personen, die mit Ukta in Verbindung stehen
- Klaus Bednarz (1942–2015), deutscher Journalist, Auslandskorrespondent der ARD und Moderator: Sein Großvater war bis zur Flucht im Januar 1945 der Besitzer einer Landwirtschaft von 35 Hektar Fläche in Ukta. Klaus Bednarz reiste ab Sommer 1974 mehrmals nach Masuren, besuchte die Einwohner in Ukta und beschrieb es im Buch Fernes nahes Land, das im Jahr 1996 veröffentlicht wurde und danach mehrere Auflagen erreichte.[11]

## Verkehr
Im Dorf mündet die von Mikołajki (deutsch Nikolaiken) kommende Woiwodschaftsstraße 609 in die Woiwodschaftsstraße 610, die Piecki (Peitschendorf) mit Ruciane-Nida (Rudczanny/Niedersee-Nieden) verbindet. Eine Nebenstraße führt außerdem von Ukta in südliche Richtung über Wojnowo (Eckertsdorf) zur Landesstraße 58 (Olsztynek–Szczuczyn) beim Jezioro Duś (Dusssee).
Eine Bahnanbindung besitzt Ukta nicht mehr. Von 1898 bis 1945 war das Dorf Bahnstation an der Bahnstrecke (Königsberg–) Zinten–Rothfließ–Niedersee (–Johannisburg), deren Abschnitt von Sensburg nach Niedersee, an dem Ukta lag, kriegsbedingt 1945 stillgelegt und teilweise demontiert wurde.